# Reprezentacja Gruzji w piłce nożnej mężczyzn
Reprezentacja Gruzji w piłce nożnej mężczyzn – drużyna, która reprezentuje Gruzję w piłce nożnej mężczyzn. Swój pierwszy mecz rozegrała w 1990, kiedy była jeszcze częścią Związku Radzieckiego. Od 1992 roku należy do FIFA i UEFA. Dotychczas tylko raz awansowała do finałów Mistrzostw Europy - w roku 2024. Swoje mecze domowe reprezentacja rozgrywa głównie na stadionie stadion im. Borisa Paiczadze.

## Historia
Wielu Gruzinów grało w reprezentacji Związku Radzieckiego. W 1960 roku w pierwszych mistrzostwach Europy, wygranych przez Sborną, uczestniczyli Giwi Czocheli i Micheil Meschi z Dinama Tbilisi oraz Slawa Metreweli z Torpeda Moskwa. W drugiej połowie lat 60. w bramce drużyny ZSRR słynnego Lwa Jaszyna zastępował Anzor Kawazaszwili (Torpedo Moskwa). W tym czasie gwiazdą radzieckiej piłki był obrońca Dinama Tbilisi Murtaz Churcilawa. Zdobył w nią wicemistrzostwo Europy w 1972 roku, brązowy medal na Igrzyskach Olimpijskich 1972 i IV miejsce na Mundialu 1966. W obronie Sbornej często grywał z klubowym kolegą – Rewazem Dzodzuaszwilim. Ich następcą w linii defensywnej zarówno w reprezentacji, jak i w Dinamie był Aleksandre Cziwadze. Churcilawa i Cziwadze to jedyni Gruzini, którzy nosili opaskę kapitana w drużynie narodowej ZSRR. 
W 1981 roku najlepszy klub gruziński Dinamo Tbilisi triumfował w finale Pucharu Zdobywców Pucharów. W tamtej drużynie, obok Cziwadzego, występowały także inne piłkarskie indywidualności – obrońca Tengiz Sulakwelidze, rozgrywający Dawit Kipiani, strzelec decydującego o zwycięstwie gola Witalij Daraselia i napastnicy Ramaz Szengelia oraz Władimir Gucajew. 
W występującej na Euro 1992 w miejsce drużyny radzieckiej reprezentacji Wspólnoty Niepodległych Państw grali obrońcy Kachaber Cchadadze i, pochodzący z Abchazji, Achrik Cwejba. Cwejba zaliczył później kilka gier w barwach Rosji.
9 kwietnia 1991 roku Gruzja ogłosiła niepodległość. Jej piłkarska reprezentacja walkę o udział w międzynarodowym turnieju rozpoczęła od eliminacji do  Euro 1996. W grupie eliminacyjnej Gruzini zajęli trzecie miejsce. Kolejne eliminacje reprezentacja przegrywała z kretesem, kończąc najczęściej na ostatnim lub przedostatnim miejscu w grupie.
W eliminacjach do Euro 2024 po pokonaniu w barażach Luksemburga i Grecji, reprezentacja awansowała na turniej finałowy, czyniąc Euro 2024 pierwszym turniejem międzynarodowym w którym reprezentacja będzie uczestniczyć.
Na Euro 2024, Gruzja została wylosowana do grupy F gdzie zmierzyła się z Portugalią, Turcją i Czechami. Po porażce z Turcją (3:1), remisie z Czechami (1:1) oraz zwycięstwem nad Portugalią (2:0), Gruzja zajęła trzecie miejsce w grupie, zdobywając 4 punkty. Dzięki zajęciu drugiego miejsca w klasyfikacji drużyn z trzeciego miejsca, Gruzja przeszła do 1/8 finału gdzie zmierzyła się z Hiszpanią. Gruzini przegrali ten mecz 4:1, żegnając się tym samym z turniejem.  
Od sierpnia 2008 roku selekcjonerem kadry był Héctor Cúper. Argentyńczyk nie był pierwszym zagranicznym trenerem reprezentacji. Przed nim pracowali z nią Holender Johan Boskamp, Chorwat Ivo Šušak, Francuz Alain Giresse i Niemiec Klaus Toppmöller. Po Héctorze Raúlu Cuperze gruzińską ekipę prowadzili m.in. Temur Kecbaia, Kachaber Cchadadze i Vladimír Weiss. Obecnie kadrę prowadził Willy Sagnol.

## Gruzińska „Drużyna Marzeń”
W 1998 roku z inicjatywy gazety sportowej Sarbieli przeprowadzony został plebiscyt, którego celem było wyłonienie: najlepszego piłkarza, trenera oraz jedenastki gruzińskiego futbolu w XX wieku. Zwycięzcami plebiscytu zostali: Micheil Meschi (piłkarz) i Nodar Achalkaci (trener). W składzie „Drużyny Marzeń” znaleźli się: Sergo Kotrikadze (bramkarz), Rewaz Dzodzuaszwili, Aleksandre Cziwadze, Murtaz Churcilawa, Giwi Czocheli (obrońcy), Witalij Daraselia, Awtandil Gogoberidze, Dawit Kipiani (pomocnicy), Slawa Metreweli, Boris Paiczadze, Micheil Meschi (napastnicy).

## Udział w międzynarodowych turniejach

### Igrzyska olimpijskie
| 1992 | Nie brała udziału       | Nie brała udziału       |                         |
| 1996 | Nie zakwalifikowała się | Nie zakwalifikowała się | Nie zakwalifikowała się |
| 2000 | Nie zakwalifikowała się | Nie zakwalifikowała się | Nie zakwalifikowała się |
| 2004 | Nie zakwalifikowała się | Nie zakwalifikowała się | Nie zakwalifikowała się |
| 2008 | Nie zakwalifikowała się | Nie zakwalifikowała się | Nie zakwalifikowała się |
| 2012 | Nie zakwalifikowała się | Nie zakwalifikowała się | Nie zakwalifikowała się |
| 2016 | Nie zakwalifikowała się | Nie zakwalifikowała się | Nie zakwalifikowała się |
| 2020 | Nie zakwalifikowała się | Nie zakwalifikowała się | Nie zakwalifikowała się |
| 2024 | Nie zakwalifikowała się | Nie zakwalifikowała się | Nie zakwalifikowała się |
| 2028 |                         |                         |                         |

### Mistrzostwa świata
| 1994 | Nie zakwalifikowała się    | Nie zakwalifikowała się | Nie zakwalifikowała się | Nie zakwalifikowała się | Nie zakwalifikowała się | Nie zakwalifikowała się | Nie zakwalifikowała się | Nie zakwalifikowała się |    |   |   |   |    |    |
| 1998 | Nie zakwalifikowała się    | Nie zakwalifikowała się | Nie zakwalifikowała się | Nie zakwalifikowała się | Nie zakwalifikowała się | Nie zakwalifikowała się | Nie zakwalifikowała się | Nie zakwalifikowała się | 8  | 3 | 1 | 4 | 7  | 9  |
| 2002 | Nie zakwalifikowała się    | Nie zakwalifikowała się | Nie zakwalifikowała się | Nie zakwalifikowała się | Nie zakwalifikowała się | Nie zakwalifikowała się | Nie zakwalifikowała się | Nie zakwalifikowała się | 8  | 3 | 1 | 4 | 12 | 12 |
| 2006 | Nie zakwalifikowała się    | Nie zakwalifikowała się | Nie zakwalifikowała się | Nie zakwalifikowała się | Nie zakwalifikowała się | Nie zakwalifikowała się | Nie zakwalifikowała się | Nie zakwalifikowała się | 12 | 2 | 4 | 6 | 14 | 25 |
| 2010 | Nie zakwalifikowała się    | Nie zakwalifikowała się | Nie zakwalifikowała się | Nie zakwalifikowała się | Nie zakwalifikowała się | Nie zakwalifikowała się | Nie zakwalifikowała się | Nie zakwalifikowała się | 10 | 0 | 3 | 7 | 7  | 19 |
| 2014 | Nie zakwalifikowała się    | Nie zakwalifikowała się | Nie zakwalifikowała się | Nie zakwalifikowała się | Nie zakwalifikowała się | Nie zakwalifikowała się | Nie zakwalifikowała się | Nie zakwalifikowała się | 8  | 1 | 2 | 5 | 3  | 10 |
| 2018 | Nie zakwalifikowała się    | Nie zakwalifikowała się | Nie zakwalifikowała się | Nie zakwalifikowała się | Nie zakwalifikowała się | Nie zakwalifikowała się | Nie zakwalifikowała się | Nie zakwalifikowała się | 10 | 0 | 5 | 5 | 8  | 14 |
| 2022 | Nie zakwalifikowała się    | Nie zakwalifikowała się | Nie zakwalifikowała się | Nie zakwalifikowała się | Nie zakwalifikowała się | Nie zakwalifikowała się | Nie zakwalifikowała się | Nie zakwalifikowała się | 8  | 2 | 1 | 5 | 6  | 12 |
| 2026 | Kwalifikacje do rozegrania |                         |                         |                         |                         |                         |                         |                         |    |   |   |   |    |    |

### Mistrzostwa Europy
| Udział w mistrzostwach Europy | Udział w mistrzostwach Europy                    | Udział w mistrzostwach Europy                    | Udział w mistrzostwach Europy | Udział w mistrzostwach Europy | Udział w mistrzostwach Europy | Udział w mistrzostwach Europy | Udział w mistrzostwach Europy | Udział w mistrzostwach Europy | . | Kwalifikacje do mistrzostw Europy | Kwalifikacje do mistrzostw Europy | Kwalifikacje do mistrzostw Europy | Kwalifikacje do mistrzostw Europy | Kwalifikacje do mistrzostw Europy | Kwalifikacje do mistrzostw Europy |
| Rok                           | Runda                                            | Miejsce                                          | M                             | W                             | R                             | P                             | B+                            | B-                            | . | M                                 | W                                 | R                                 | P                                 | B+                                | B-                                |
| ----------------------------- | ------------------------------------------------ | ------------------------------------------------ | ----------------------------- | ----------------------------- | ----------------------------- | ----------------------------- | ----------------------------- | ----------------------------- | - | --------------------------------- | --------------------------------- | --------------------------------- | --------------------------------- | --------------------------------- | --------------------------------- |
| 1992                          | Nie brała udziału, była reprezentowana przez WNP | Nie brała udziału, była reprezentowana przez WNP |                               |                               |                               |                               |                               |                               | . |                                   |                                   |                                   |                                   |                                   |                                   |
| 1996                          | Nie zakwalifikowała się                          | Nie zakwalifikowała się                          | Nie zakwalifikowała się       | Nie zakwalifikowała się       | Nie zakwalifikowała się       | Nie zakwalifikowała się       | Nie zakwalifikowała się       | Nie zakwalifikowała się       | . | 10                                | 5                                 | 0                                 | 5                                 | 14                                | 13                                |
| 2000                          | Nie zakwalifikowała się                          | Nie zakwalifikowała się                          | Nie zakwalifikowała się       | Nie zakwalifikowała się       | Nie zakwalifikowała się       | Nie zakwalifikowała się       | Nie zakwalifikowała się       | Nie zakwalifikowała się       | . | 10                                | 1                                 | 2                                 | 7                                 | 8                                 | 18                                |
| 2004                          | Nie zakwalifikowała się                          | Nie zakwalifikowała się                          | Nie zakwalifikowała się       | Nie zakwalifikowała się       | Nie zakwalifikowała się       | Nie zakwalifikowała się       | Nie zakwalifikowała się       | Nie zakwalifikowała się       | . | 8                                 | 2                                 | 1                                 | 5                                 | 8                                 | 14                                |
| 2008                          | Nie zakwalifikowała się                          | Nie zakwalifikowała się                          | Nie zakwalifikowała się       | Nie zakwalifikowała się       | Nie zakwalifikowała się       | Nie zakwalifikowała się       | Nie zakwalifikowała się       | Nie zakwalifikowała się       | . | 12                                | 3                                 | 1                                 | 8                                 | 16                                | 17                                |
| 2012                          | Nie zakwalifikowała się                          | Nie zakwalifikowała się                          | Nie zakwalifikowała się       | Nie zakwalifikowała się       | Nie zakwalifikowała się       | Nie zakwalifikowała się       | Nie zakwalifikowała się       | Nie zakwalifikowała się       | . | 10                                | 2                                 | 4                                 | 4                                 | 7                                 | 9                                 |
| 2016                          | Nie zakwalifikowała się                          | Nie zakwalifikowała się                          | Nie zakwalifikowała się       | Nie zakwalifikowała się       | Nie zakwalifikowała się       | Nie zakwalifikowała się       | Nie zakwalifikowała się       | Nie zakwalifikowała się       | . | 10                                | 3                                 | 0                                 | 7                                 | 10                                | 16                                |
| 2020                          | Nie zakwalifikowała się                          | Nie zakwalifikowała się                          | Nie zakwalifikowała się       | Nie zakwalifikowała się       | Nie zakwalifikowała się       | Nie zakwalifikowała się       | Nie zakwalifikowała się       | Nie zakwalifikowała się       | . | 10                                | 3                                 | 2                                 | 5                                 | 8                                 | 12                                |
| 2024                          | 1/8 finału                                       | 15/24                                            | 4                             | 1                             | 1                             | 2                             | 5                             | 8                             | . | 10                                | 3                                 | 3                                 | 4                                 | 14                                | 18                                |

## Aktualny skład
26 osobowa kadra na mecze Ligi Narodów, które odbywają się w dniach 16–19 listopada 2024. Występy i gole aktualne na 20 listopada 2024.
| Nr         | Imię i nazwisko       | Data urodzenia (wiek) | Występy   | Gole      | Klub                  |
| Bramkarze  | Bramkarze             | Bramkarze             | Bramkarze | Bramkarze | Bramkarze             |
| ---------- | --------------------- | --------------------- | --------- | --------- | --------------------- |
| 1          | Giorgi Loria          | 27 stycznia 1986      | 78        | 0         | Omonia Aradippou      |
| 12         | Giorgi Mamardaszwili  | 29 września 2000      | 27        | 0         | Valencia              |
| 23         | Luka Gugeszaszwili    | 29 kwietnia 1999      | 1         | 0         | Panserraikos          |
| Obrońcy    |                       |                       |           |           |                       |
| 2          | Otar Kakabadze        |                       | 71        | 0         | Cracovia              |
| 3          | Lasza Dwali           |                       | 41        | 1         | APOEL                 |
| 4          | Guram Kaszia          |                       | 123       | 3         | Slovan Bratislava     |
| 5          | Solomon Kwirkwelia    |                       | 62        | 0         | Dinamo Tbilisi        |
| 13         | Giorgi Gocholeishvili |                       | 11        | 0         | Kopenhaga             |
| 13         | Luka Lochoshvili      |                       | 20        | 1         | Cremonese             |
| 14         | Giorgi Gvelesiani     |                       | 8         | 0         | Persepolis            |
| 18         | Aleksandre Kalandadze |                       | 2         | 0         | Dinamo Tbilisi        |
| 19         | Levan Shengelia       |                       | 20        | 1         | OFI Kreta             |
| Pomocnicy  |                       |                       |           |           |                       |
| 6          | Giorgi Koczoraszwili  |                       | 17        | 2         | Levante               |
| 9          | Zuriko Davitashvili   |                       | 45        | 6         | Saint-Étienne         |
| 10         | Giorgi Czakwetadze    |                       | 35        | 9         | Watford               |
| 11         | Saba Lobżanidze       |                       | 38        | 3         | Atlanta United        |
| 16         | Nika Kwekweskiri      |                       | 61        | 0         | Nyíregyháza           |
| 17         | Otar Kiteiszwili      |                       | 45        | 3         | Sturm Graz            |
| 20         | Anzor Mekvabishvili   |                       | 19        | 0         | Universitatea Craiova |
| 21         | Giorgi Tsitaishvili   |                       | 23        | 1         | Granada               |
| Napastnicy |                       |                       |           |           |                       |
| 7          | Chwicza Kwaracchelia  |                       | 40        | 17        | PSG                   |
| 8          | Budu Ziwziwadze       |                       | 34        | 8         | Karlsruher SC         |
| 22         | Georges Mikautadze    |                       | 35        | 16        | Lyon                  |

## Rekordziści
Kolorem niebieskim zaznaczono wciąż aktywnych piłkarzy

### Najwięcej występów w kadrze
| #  | Nazwisko            | Lata gry w kadrze | Mecze | Bramki |
| -- | ------------------- | ----------------- | ----- | ------ |
| 1  | Guram Kaszia        | 2009-             | 123   | 3      |
| 2  | Dżaba Kankawa       | 2004-2024         | 101   | 10     |
| 3  | Lewan Kobiaszwili   | 1996-2011         | 100   | 12     |
| 4  | Zurab Chizaniszwili | 1999-2015         | 92    | 1      |
| 5  | Kacha Kaladze       | 1996-2011         | 83    | 1      |
| 6  | Giorgi Loria        | 2008-             | 78    | 0      |
| 7  | Otar Kakabadze      | 2015-             | 71    | 0      |
| 8  | Giorgi Nemsadze     | 1992-2004         | 69    | 0      |
| 9  | Aleksandre Iaszwili | 1996-2011         | 67    | 15     |
| 10 | Gocza Dżamarauli    | 1994-2004         | 62    | 6      |
| 10 | Solomon Kvirkvelia  | 2014-             | 62    | 0      |
| 10 | Waleri Kazaiszwili  | 2014-2022         | 62    | 13     |

Aktualizacja: 20 listopada 2024r.

### Najwięcej goli w kadrze
| #  | Nazwisko              | Lata gry w kadrze | Bramki | Mecze |
| -- | --------------------- | ----------------- | ------ | ----- |
| 1  | Szota Arweladze       | 1992-2007         | 26     | 61    |
| 2  | Khvicha Kvaratskhelia | 2019-             | 17     | 40    |
| 2  | Temur Kecbaia         | 1994-2003         | 17     | 52    |
| 4  | Georges Mikautadze    | 2021-             | 16     | 35    |
| 5  | Aleksandre Iaszwili   | 1996-2011         | 15     | 67    |
| 6  | Tornike Okriaszwili   | 2010-2021         | 13     | 62    |
| 6  | Waleri Kazaiszwili    | 2014-2022         | 13     | 62    |
| 8  | Giorgi Demetradze     | 1996-2007         | 12     | 56    |
| 8  | Lewan Kobiaszwili     | 1996-2011         | 12     | 100   |
| 10 | Dżaba Kankawa         | 2004-2024         | 10     | 101   |

Aktualizacja: 20 listopada 2024r.

## Trenerzy reprezentacji Gruzji
- 1990-93 – Giga Norakidze
- 1994-97 – Aleksandre Cziwadze
- 1997-97 – Dawit Kipiani
- 1998-99 – Władimir Gucajew
- 1999-99 – Johan Boskamp
- 2000-01 – Dawit Kipiani i Rewaz Dzodzuaszwili
- 2001-03 – Aleksandre Cziwadze
- 2003-04 – Ivo Šušak
- 2004-04 – Gocza Tkebuczawa (tymczasowo)
- 2004-05 – Alain Giresse
- 2005-05 – Gajoz Darsadze (tymczasowo)
- 2006-08 – Klaus Toppmöller
- 2008-09 – Héctor Cúper
- 2009-14 – Temur Kecbaia
- 2014 -16 – Kachaber Cchadadze
- 2016 - 20 Vladimír Weiss
- 2020 - 21 Ramaz Svanadze (tymczasowo)
- 2021 - Willy Sagnol